# Rafael Herrera
Rafael Herrera (* 7. Januar 1945 in Jalisco, Mexiko) ist ein mexikanischer Boxer im Bantamgewicht.

## Profikarriere
Im Jahre 1963 begann er erfolgreich seine Profikarriere. Am 19. März 1972 boxte er gegen Rubén Olivares um die Weltmeistertitel der Verbände WBA und WBC und siegte durch klassischen k.o. in Runde 8. Allerdings verlor er diese Gürtel bereits in seiner ersten Titelverteidigung im Juli desselben Jahres wieder an Enrique Pinder nach Punkten.
Am 14. April 1973 konnte er den WBC-Weltmeisterschaftsgürtel zum zweiten Mal erringen, als er Rodolfo Martínez durch technischen k.o. bezwang. Diesen Titel verlor er nach einer erfolgreichen Titelverteidigung gegen Romeo Anaya im Dezember des darauffolgenden Jahres im Rematch an Martínez durch t.k.o. in der 4. Runde.